# Hospital Juliano Moreira
O Hospital Juliano Moreira (HJM) é um hospital psiquiátrico e de saúde mental situado em Salvador, município capital do estado brasileiro da Bahia. O HJM foi fundado em 24 de junho de 1874 sucedendo ao “Asylo São João de Deus" no bairro de Brotas.

## História
Suas origens remontam a 1874, quando a Santa Casa de Misericórdia funda o primeiro “hospício de alyenados” ou “Asylo São João de Deus" na Bahia. Em maio de 1933, com o falecimento de Juliano Moreira no Rio de Janeiro, o Governo da Bahia determinou a mudança da denominação do hospital. Entretanto, somente em 1936, por intermédio de uma Lei Estadual, a instituição passa a ser referenciada como “Hospital Juliano Moreira”.
Na década de 1970, trabalhadores de Saúde Mental se mobilizam para iniciar um movimento de defesa e transformação das Instituições Psiquiátricas. Participando ativamente dessa mobilização, foi elaborado um plano para reformulação do Hospital, inserindo-o numa visão mais ampla, condizente com um novo modelo de assistência psiquiátrica. Assim, no dia 18 de março de 1982, é inaugurado, no bairro de Narandiba, o novo prédio do Hospital Juliano Moreira.